# Mohamed Halawi
Pour les articles homonymes, voir Halawi.
Mohamed Halawi (arabe : محمد حلاوي), né le 5 avril 1977 au Liban, est un joueur de football international libanais, qui évoluait au poste de milieu de terrain.

## Biographie

### Carrière en sélection
Mohamed Halawi reçoit 23 sélections en équipe du Liban entre 2000 et 2007, inscrivant un but.
Il dispute deux matchs lors des éliminatoires du mondial 2002, quatre lors des éliminatoires du mondial 2006, et enfin deux lors des éliminatoires du mondial 2010.
Il participe avec l'équipe du Liban à la Coupe d'Asie des nations 2000 organisée dans son pays natal.

## Palmarès
| - Championnat du Liban (4) : - Champion : 1999-00, 2001-02, 2003-04 et 2004-05. - Coupe du Liban (2) : - Finaliste : 2002-03 et 2003-04. |  | - Supercoupe du Liban (4) : - Vainqueur : 2000, 2002 et 2004. - Coupe de l'AFC : - Finaliste : 2005. |

| - Championnat du Liban : - Vice-champion : 2008-09. - Coupe du Liban (1) : - Vainqueur : 2008-09. |  | - Supercoupe du Liban (1) : - Vainqueur : 2008. |